# 1256

## أحداث
- بداية حرب القديس سابا في 1256 والتي انتهت في 1270.
- إنشاء مدينة لفيف في أوكرانيا الحالية على يد دانيال ملك غاليسيا

## مواليد
- ابن البناء المراكشي
- أبو حيان الغرناطي

## وفيات
- سبط بن الجوزي.
- ابن الشعار.
- كيقباد الثاني.
- مافالدا من البرتغال.